# Meldunek bojowy
Meldunek bojowy – informacja przekazana dowódcy (przełożonemu) dotycząca aktualnej sytuacji bojowej.
Meldunek bojowy jest także wojskowym dokumentem sprawozdawczym sporządzonym w formie pisemnej lub graficznej przedstawiający przełożonemu sytuację na polu walki. Zawiera informacje o położeniu i działaniu wojsk własnych, o położeniu i działaniu przeciwnika oraz zamiar meldującego. Meldunek bojowy mogą zakończyć prośby kierowane do przełożonego.

## Rodzaje meldunków bojowych
- Meldunek sytuacyjny

dokument sprawozdawczo-informacyjny, pisemny lub graficzny lub ustna relacja o sytuacji w działaniach bojowych. Zawiera szczegółowe dane o położeniu i działaniu wojsk własnych, uzyskane wiadomości o przeciwniku oraz informacje, co w danej sytuacji uczynił lub zamierza uczynić meldujący, jak również prośby pod adresem przełożonego.
- Meldunek terminowy

sprawozdanie składane przełożonemu w określonym czasie zgodnie z przyjętym systemem meldunkowym.za pewien okres prowadzonych działań zgodnie z przyjętym systemem meldunkowym.
- Meldunek doraźny

sprawozdanie składane na  żądanie przełożonego, lub w sytuacji o której należy niezwłocznie przełożonego powiadomić.